# Коронель, Игнасио
Игнасио Коронель Вильяреаль, известен как «Начо» и «метамфетаминовый король» (исп. Ignacio Coronel Villarreal; 1 февраля 1954 — 29 июля 2010) — мексиканский наркобарон. Игнасио Коронель являлся одним из лидеров наркокартеля Синалоа. Коронеля считали правой рукой Гусмана по кличке «El Chapo» («Эль Чапо» — Коротышка), первого номера в списке разыскиваемых наркобаронов. Игнасио Коронель контролировал производство и поставку в США метамфетаминов. Его база располагалась в штате Халиско.
В Мексике и США Коронеля разыскивали по обвинению в организованной преступной деятельности, контрабанде наркотиков и отмывании денег. Являлся активным участником Мексиканской нарко-войны.
По официальной версии погиб в перестрелке с бойцами элитного армейского подразделения в городе Гвадалахара на западе страны.